# バンカ島事件
バンカ島事件（バンカとうじけん）は、第二次世界大戦中にバンカ島で1942年2月16日にイギリス兵とオーストラリア兵、オーストラリア陸軍従軍看護婦らが、バンカ島のラジ海岸で日本兵に殺害されたとされる事件。

## 概要

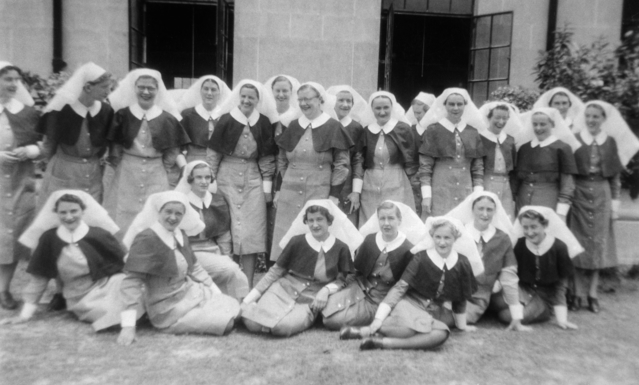
第13豪州総合病院の看護婦ら。この写真の中の6人が事件に巻き込まれたとされる。
(1941年撮影)

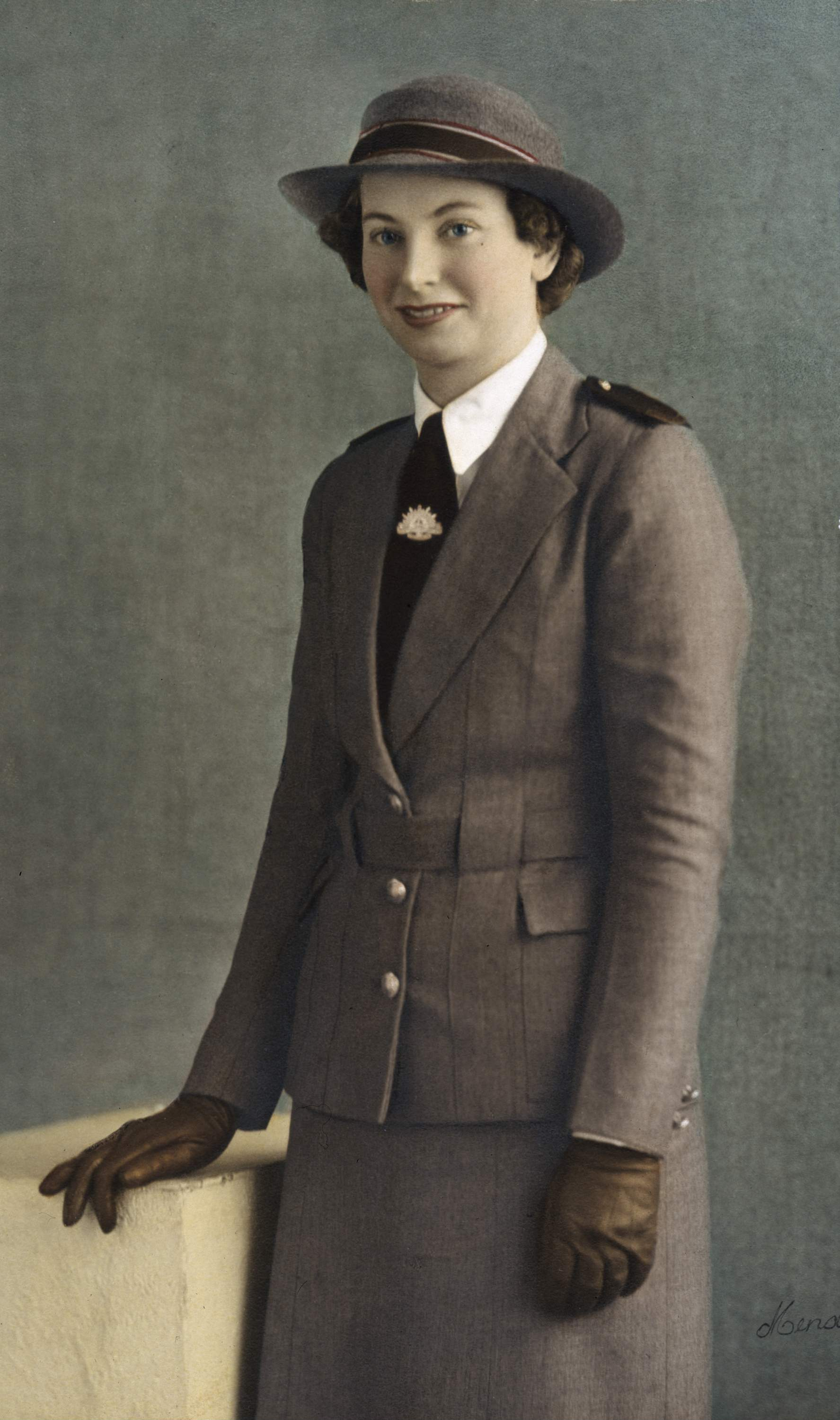
生き残りだと主張したヴィヴィアン・ブルウィンケル
(1941年5月)

シンガポールの英豪軍が1942年2月15日に日本軍に降伏する直前、民間人と一部の軍人が脱出し、約140人の豪州陸軍の看護婦も11日から12日にかけて脱出した。65人の看護婦を含む婦女子を中心に約300名は、その最後の便「ヴァイナー・ブルック」に乗船した。14日昼すぎ、同船はバンカ海峡で九機の日本軍機の攻撃を受け沈没した。乗客の多くはラジ海岸へ流れ着いた。この間、12人の看護婦が溺死した。
同日、岐阜歩兵第二二九聯隊第一大隊 (大隊長：折田優大尉)がバンカ島に上陸していた。
将校が率いる15人の兵士が来て、男性を海岸に並べて射殺した後、65人の看護婦うち22人を海中に追い込み銃撃で21人が死亡したと主張される。殺害現場での生存者はヴィヴィアン・ブルウィンケル豪陸軍看護婦隊大尉だけだったとし、腹部を撃たれたブルウィンケルは波打ち際に打ち寄せられた。彼女は日本軍部隊がその場を離れるまで死んだふりをしていたと述べている。65人の看護婦うち32人が捕虜となり、収容所に収監された。ブルウィンケルは日本軍による慰安婦への勧誘を拒否したが、生活のため体を売る者もいた。1942年に「ヴァイナー・ブルック」号に乗船していた看護婦65人のうち、戦後の1945年9月にスマトラで救出されたのは24人だった。

## 裁判
シンガポールのオーストラリア軍事法廷は、歩兵第二二九連隊長だった田中良三郎少将 (事件当時大佐)を逮捕した。連隊はガダルカナルで全滅して、証言者がいなかった。また、同連隊第一大隊長だった折田優少佐 (事件当時大尉)は、1948年6月16日にシベリアから舞鶴に帰還し、6月19日に米軍に身柄を引渡され、巣鴨拘置所に拘留された。唯一の生存者ブルウィンケルは、証人として東京裁判に呼ばれた。折田は、未決勾留中の9月（『世紀の自決』によれば8日、田中利幸によれば13日に）に窓ガラス修理用の道具で首の血管を切って自殺し、起訴には至らなかった。事件は犯行者が特定できなかったため立件されなかった。

## その後
ブルウィンケルは、1947年に除隊し、メルボルン郊外のフェアフィールド感染症病院の婦長となった。のちにバンカ島の犠牲者のための基金を立ち上げ、後にオーストラリア看護大学の学長となった。

## 強姦説
1990年代前半にメルボルン大学の教員だった田中利幸が、女性看護師たちが銃殺前に日本兵に強姦された疑いがあると主張した。
2019年4月、BBCは、オーストラリアの歴史家リネット・シルヴァーや作家のバーバラ・エンジェル、テレビキャスターのテス・ローレンスの調査・検証により、事件前にオーストラリア人看護師の避難を遅らせていた過去の政府の判断や犠牲者の名誉を考慮したオーストラリア当局によってブルウィンケルは暴行に関する証言を禁じられていたことや、証言記録の一部が破棄され、看護師の衣服が補修されていたことなどが判明したと報道した。